# كفردلي فوقاني
كفردلي فوقاني (بالكردية: Keferdelê Jorin‏) هي قرية سوريّة تتبع إداريّاً لمحافظة حلب منطقة عفرين ناحية جنديرس. بلغ تعداد سكانها 198 نسمة حسب التعداد السكاني لعام 2004، و1647 نسمة حسب قيود السجل المدني لنهاية عام 2005.